# Eric Fischl
Eric Fischl (9. marts 1948 i New York, USA) en en amerikansk maler, bosat i New York.
Eric Fischl er uddannet på California Institute of the Arts, Valencia 1972.
Fischl figurative maleri har generelt en fortællende base, og ikke sjældent, en mørk eller erotisk undertone.